# Яцкин, Андрей Владимирович
Андре́й Влади́мирович Я́цкин (род. 25 апреля 1969, Красноярск) — российский государственный и политический деятель. Первый заместитель председателя Совета Федерации Федерального собрания Российской Федерации (с 23 сентября 2020 года). Действительный государственный советник Российской Федерации 1-го класса (2010). Заслуженный юрист Российской Федерации (2008), кандидат юридических наук (2007), доцент.
Из-за нарушения территориальной целостности и независимости Украины во время российско-украинской войны находится под персональными международными санкциями всех стран Европейского союза, Великобритании, США, Канады, Швейцарии, Австралии, Украины, Новой Зеландии.

## Биография
Андрей Владимирович Яцкин родился 25 апреля 1969 года в городе Красноярске Красноярского края.
В 1990 году окончил Курганское высшее военно-политическое авиационное училище, после чего продолжил обучение на юридическом факультете Военного университета Министерства обороны Российской Федерации в Москве по специальности «Юриспруденция», который окончил в 1996 году.
В 1996—1999 годах работал в Административном департаменте Аппарата Правительства Российской Федерации (департамент контролирует деятельность силовых ведомств).
В 1999 году был назначен помощником Председателя Правительства Российской Федерации Сергея Вадимовича Степашина. После отставки Степашина и назначения на пост Председателя Правительства Российской Федерации Владимира Путина, продолжил работу в качестве его помощника.
В 2000 году окончил Российскую академию государственной службы при Президенте Российской Федерации, после чего с 2000 по 2003 год работал в должности руководителя аппарата заместителя Руководителя Администрации Президента Российской Федерации Дмитрия Николаевича Козака, а после его назначения на пост Руководителя Администрации Президента Российской Федерации, стал первым заместителем руководителя его аппарата. С 19 марта по 28 апреля 2004 года был заместителем Руководителя Аппарата Правительства Российской Федерации Д. Н. Козака.
С 28 апреля 2004 по 21 сентября 2020 года работал полномочным представителем Правительства Российской Федерации в Совете Федерации Федерального собрания Российской Федерации. В рамках своей работы на данной должности, в том числе, периодически вручал правительственные награды членам верхней палаты парламента. С сентября 2005 года — член Правительственной комиссии по совершенствованию взаимодействия федеральных органов исполнительной власти и органов исполнительной власти субъектов Российской Федерации. 11 января 2009 года присвоен классный чин Действительный государственный советник Российской Федерации 2-го класса, а 14 мая 2010 года — Действительный государственный советник Российской Федерации 1-го класса.
13 апреля 2020 года, распоряжением Председателя Правительства Российской Федерации Михаила Мишустина на Андрея Яцкина также было возложено временное исполнение обязанностей полномочного представителя правительства Российской Федерации в Государственной думе.
21 сентября 2020 года, указом Губернатора Ростовской области Василия Юрьевича Голубева, переизбранного на свой пост в Единый день голосования 13 сентября 2020 года, был наделён полномочиями Сенатора Российской Федерации — представителя правительства Ростовской области. Андрей Яцкин сменил на данном посту Владимира Юрьевича Лакунина. Срок окончания полномочий: сентябрь 2025 года.
23 сентября 2020 года Андрей Яцкин был назначен первым заместителем Председателя Совета Федерации Федерального собрания Российской Федерации. Его кандидатуру на данный пост предложила председатель Совета Федерации Валентина Ивановна Матвиенко. В тот же день на аналогичный пост первого заместителя председателя Совета Федерации был избран Андрей Анатольевич Турчак, ранее занимавший должность заместителя председателя Совета Федерации Федерального собрания Российской Федерации.

## Преподавательская и научная деятельность
В 2007 году защитил диссертацию на тему «Правовое регулирование административной реформы в современной России» в Институте государства и права Российской академии наук, став кандидатом юридических наук.
С 2007 года преподаёт в Национальном исследовательском университете «Высшая школа экономики», в должности доцента кафедры предпринимательского права Факультета права.

## Международные санкции
Из-за нарушения территориальной целостности и независимости Украины во время российско-украинской войны находится под персональными международными санкциями разных стран.
9 марта 2022 года, на фоне вторжения России на Украину, внесён в санкционный список всех стран Европейского союза так как он голосовал за ратификацию договоров о дружбе с самопровозглашёнными ЛНР и ДНР.
24 марта 2022 года внесён в санкционный список Канады «соратников режима» за «содействие в нарушения суверенитета и территориальной целостности Украины»
30 сентября 2022 года внесён санкционный список Соединенных Штатов Америки «за аннексию Путиным регионов Украины» и одобрения закона о фейках. Государственный департамент отмечает что сенаторы  «проголосовали за одобрение просьбы Путина о вводе войск в Украину, что послужило неоправданным предлогом для полномасштабного вторжения России в Украину».
По аналогичным основаниям, с 15 марта 2022 года находится под санкциями Великобритании. С 21 апреля 2022 года находится под санкциями Австралии. Указом президента Украины с 7 сентября 2022 года находится под санкциями Украины за «поддержку незаконным попыткам России аннексировать суверенную украинскую территорию путем проведения фиктивных референдумов». С 18 октября 2022 года находится под санкциями Новой Зеландии. Также под санкциями Швейцарии.

## Награды и звания
- Действительный государственный советник Российской Федерации 1-го класса, 14 мая 2010 года[27]
- Заслуженный юрист Российской Федерации, 12 декабря 2008 года — за заслуги в укреплении законности и многолетнюю плодотворную деятельность[28]
- Орден Почёта, 2016 год
- Медаль Столыпина П. А. I степени, 19 сентября 2020 года — за заслуги в законотворческой деятельности, направленной на решение стратегических задач социально-экономического развития страны[29][30]
- Орден «За заслуги перед Отечеством» III степени, 12 апреля 2024 года — за большой вклад в развитие парламентаризма, активную законотворческую деятельность и многолетнюю добросовестную работу[31]
- Благодарность Президента Российской Федерации, 2004 год
- Почётная грамота Правительства Российской Федерации, 2008 год
- Благодарность Правительства Российской Федерации, 2018 год